# Прашко пролеће
Прашко пролеће (чеш. Pražské jaro, слч. Pražská jar) био је период политичке либерализације у Чехословачкој који је почео 5. јануара 1968, а трајао је до 21. августа те године када је Совјетски Савез са својим савезницима из Варшавског пакта (изузев Румуније) окупирао земљу.

## Ситуација у Чехословачкој
За време Другог светског рата Чехословачка је ушла у совјетску сферу утицаја (Источни блок). Од 1948. у земљи није било ни једне друге политичке партије изузев Комунистичке партије која је била под директном управом Совјетског Савеза. За разлику од других земаља у централној и источној Европи, комунисти су 1948. преузели власт у Чехословачкој као изворни народни покрет (мада једнако брутално). Реформе у земљи нису довеле до потреса какву су виђени у Мађарској. 
Треба напоменути да су постојала два разлога за популарност покрета:
1) Како се ближио крај Другог светског рата Стаљин је желећи Чехословачку потписао споразум са Черчилом и Рузвелтом по коме ће Праг ослободити Црвена армија, упркос чињеници да је америчка војска под командом генерала Патона могла ослободити град раније. Ово је била врло важна чињеница у каснијој проруској (и прокомунистичкој) пропаганди после рата.
2) Људи су се још сећали да је Запад издао Чехословачку потписивањем Минхенског споразума којим је Немачка анектирала западни део Чехословачке.
Управо из ових разлога народ је гласао за комунисте на изборима 1948. године – последње демократске изборе у дугом периоду.
Од средине шездесетих Чеси и Словаци су почели да показују све веће неприхватање постојећег режима. Разлог томе била је политика председника Антоњина Новотног који је владао државом без ограничења 1960-68. Наиме, након првобитног тренда дестаљинизације  која је захватила и Чехословачку у другој половини 50-их, Новотни се, након што је уклонио све своје опоненте служећи се интригама у Москви, вратио по много чему на стаљинистички курс. Донео је низ репресивних закона, између осталог и о имунитету свих челних људи партије пред било којим цивилним судовима, небитно за евентуалне оптужбе, промовисао је и култ (сопствене) личности, те целокупну привреду подредио партијским критеријумима и интересима, занемарујући потпуно економске, што је средином  60-их земљу довело у поприличну економску кризу коју је већина грађана осећала. Зато је јасно да су промене имале пре свега корене у расположењу реформистичких елемената унутар саме комунистичке партије који су успели да изаберу Александера Дубчека за лидера партије. Дубчекове реформе политичких процеса у Чехословачкој, које је он називао „социјализмом с људским лицем“ нису представљале потпуно одбацивање старог режима, као што је био случај у Мађарској 1956. Дубчекове промене су имале широку подршку друштва, укључујући и радничку класу. Међутим, совјетске вође су ове реформе посматрали као претњу њиховој хегемонији над земљама Источног блока као и на угрожавање безбедности самог Совјетског Савеза. Чехословачка се налазила у средини одбрамбене линије Варшавског пакта и њен могући прелазак на страну непријатеља је био неприхватљив у време Хладног рата.
С друге стране, значајна мањина у владајућој партији, нарочито на вишим управљачким нивоима, опирала се попуштању чврсте руке и активно је ковала заверу са вођством Совјетског Савеза да збаце реформисте. Ова група је са страхом гледала како су позиви на вишепартијске изборе и друге реформе одјекивали широм земље.

## Совјетска политика
Совјетска политика подржавања просовјетских комунистичких режима у сателитским земљама, чак и војном силом ако је потребно, постала је позната као Брежњевљева доктрина, названа тако по совјетском лидеру Леониду Брежњеву, који ју је први јавно обзнанио, иако је коришћена још од Стаљинових времена. Ова доктрина је остала на снази док није замењена Синатрином доктрином у време Михаила Горбачова у осамдесетим годинама.
Совјетско руководство је прво покушало да заустави или ограничи промене у Чехословачкој серијом преговора. Када су им покушаји пропали почели су да припремају војну алтернативу.

## Окупација
У ноћи између 20. и 21. августа 1968, армије Источног блока из пет земаља Варшавског пакта извршиле су инвазију Чехословачке. За време инвазије између 5 до 7 хиљада совјетских тенкова окупирало је улице. Пратило их је 200.000 до 600.000 војника трупа Варшавског пакта. Совјети су стално понављали да су они позвани да заузму земљу, изјављујући да су лојални чехословачки комунисти затражили „братску помоћ против контра-револуције“. Писмо које је пронађено 1989. показује да је позив на инвазију заиста постојао. Више од 100 људи изгубило је живот за време напада. Александар Дубчек је позвао народ да не пружа отпор. Он је ухапшен и одведен у Москву, заједно с још неколико сарадника.

## Последице окупације
Демократске земље само су вербално осудиле инвазију – реалност нуклеарног сукоба у време Хладног рата значила је да западне земље нису у позицији да изазивају совјетску војну силу у Источној Европи. Занимљиво је да је лидер комунистичке Румуније, Николае Чаушеску, оштар противник совјетског утицаја, који се сврстао на Дубчекову страну, одржао јавни говор у Букурешту на сам дан инвазије, осуђујући совјетску политику врло оштрим речима. Пошто се Румунија нашла накратко на истој страни барикаде с Титовом Југославијом, ова алијанса је била чисто принудна (јер је Чаушеску већ почео да показује да се противи принципу „социјализма с људским ликом“). То је међутим учврстило независан румунски глас у каснијим деценијама, нарочито због тога што је Чаушеску охрабривао Румуне да узму оружје у руке у случају сличне агресије на њихову земљу; све је то наишло на одушевљени одговор, а многи људи, међу њима и комунисти, исказали су спремност да се укључе у новоформирану паравојну Патриотску гарду. Занимљиво, да је осуда стигла и из Албаније и Кине-премда су тамошње вође водиле потпуно тврди комунизам стаљинистичког типа, оптужиле су Совјетски Савез за неоколонијализам у Чехословачкој под маском идеолошке помоћи те га чак и упоредиле са мешањем САД-а у баш тада такође активан вијетнамски рат. Разлог оптужбама су били, јасно, искључиво стратешки интереси, јер су и политичка вођства тих двеју земаља важила у очима совјетских политичара још од нешто раније за дисиденте; исти су зазирали и од могуће совјетске инвазије у будућности и на њихову земљу.
Окупација је изазвала талас емиграције (процењује се да је одмах емигрирало 70.000, а укупно 300.000 становника ), највише висококвалификованих људи. Западне земље су дозволиле овим људима да остану и раде без икаквих тешкоћа, а неки од њих су убрзо касније и под новим могућностима, попут Милоша Формана нпр, постали и светски познати.
Догађаји Прашког пролећа продубили су разочарање код многих западних левичара с лењинистичким погледима и допринели успону еврокомунистичких идеја у западним комунистичким партијама — што је довело до разочарања или распада многих од ових група.Тада је међу свим осталим земљама источног блока постало јасно да су било какве промене режима, макар и мале, у споменутим земљама практички немогуће, те да ће до истих евентуално негде опет доћи тек ако и када наступе корените промене режима најпре у самом Совјетском Савезу.
Деценију касније, Прашко пролеће позајмило је своје име једном сличном периоду кинеске политичке либерализације познатом као Пекиншко пролеће. Делом је утицало и на Хрватско прољеће у Југославији.

## Порекло назива
Назив „Прашко пролеће“ сковали су западни медији пошто је догађај постао општепознат, па су га усвојили и у Чехословачкој. Подсећао је на „Пролеће народа“, поетски назив дат Револуцији из 1848..